# Jean-Jacques Gautier (Bankier)
Jean-Jacques Gautier (* 21. September 1912 in Genf; † 1. Mai 1986 in Chêne-Bougeries) war ein Schweizer Bankmanager. International bekannt wurde er wegen seiner Initiativen zur Verhütung der Folter.

## Leben
Gautier studierte an der Universität Genf Rechtswissenschaften, schloss 1937 mit dem Lizentiat und 1941 mit dem Doktorat ab. Von 1937 bis 1946 war er als Rechtsanwalt tätig, danach wechselte er zur Privatbank Pictet & Cie. 
1973 trat er als Privatbankier zurück, um sich ganz in den Dienst zur Verhütung der Folter zu stellen. 1977 gründete er das Schweizer Komitee gegen die Folter (später Association pour la prévention de la torture). Er lancierte die Idee eines internationalen und nationalen Systems zur Inspektion von Gefängnissen. Dieses Überwachungssystem wurde in der Europäischen Antifolterkonvention von 1987 und im Fakultativprotokoll (OPCAT)  von 2002 zur UN-Antifolterkonvention von 1984 völkerrechtlich verankert.
Seine Mutter war die Frauenrechtlerin Hélène Gautier-Pictet. Seine Schwester Geneviève war mit dem evangelischen Geistlichen und Hochschullehrer André Biéler verheiratet. Sein Grossvater war der Islamwissenschaftler Lucien Gautier.

## Werke
- La société en nom collectif et l'impôt direct en droit suisse. Genève: Georg & Cie, S.A. 1941 (Thèse Droit Genève).
- Contre la torture, une arme nouvelle, commentée par Hubert Beuve-Méry ... [et al.], 1977
- Torture: comment rendre efficace la convention internationale, avec des commentaires de Francis Blanchard [et al.], 1979